# سوسکانیخا
سوسکانیخا (روسی: Соусканиха) یک منطقهٔ مسکونی در روسیه است که در سرزمین آلتای واقع شده‌است.